# Бронт
Бронт (грец. Βρόντης — громовий) — один з кіклопів.
Бронт (Грім у перекладі з грецької), в грецькій міфології є другим найстарішим кіклопом, син Урана і Геї, він повинен був працювати в кузні Гефеста всередині Етни.
У творах давньогрецького поета Нонна Бронт і Стероп згадуються серед учасників індійського походу Діоніса.. Бронт поранив Деріадея.
Каллімах згадує, що Бронт на своїх колінах плекав дівчинку  Артеміду..
Бронт вбитий сином Зевса Аполлоном.